# Белохвощик, Райвис
Райвис Белохвощик (латыш. Raivis Belohvoščiks, род. 21 января 1976 в Риге, Латвийская ССР, СССР) — латвийский шоссейный велогонщик. Многократный чемпион Латвии. Участник летних Олимпийских игр 2000 и 2008 годов.

## Победы
| 1999 - Гран-при Европы — в паре с Марко Пинотти - Тур Германии — этап 7 - Чемпионат Латвии, групповая гонка — 3-е место 2000 - Тур Швейцарии — этап 5 2001 - Чемпионат Латвии - Чемпион в индивидуальной гонке на время - Групповая гонка — 3-е место 2002 - Чемпионат Латвии - Чемпион в индивидуальной гонке на время - Чемпион в групповой гонке 2003 - Три дня Де-Панне — этап 3b и генеральная классификация - Чемпион Латвии в индивидуальной гонке на время | 2005 - Чемпион Латвии в индивидуальной гонке на время 2006 - Чемпион Латвии в индивидуальной гонке на время - Тур Японии — этап 6 - Хроно Эрбье 2007 - Чемпион Латвии в индивидуальной гонке на время 2008 - Чемпион Латвии в индивидуальной гонке на время - Энеко Тур — этап 7 2009 - Чемпион Латвии в индивидуальной гонке на время 2010 - Чемпион Латвии в индивидуальной гонке на время |

## Статистика выступлений наГранд Турах
| Гранд Тур | 1999 | 2000 | 2001 | 2002 | 2003 | 2004 | 2005 | 2006 | 2007 | 2008 |
| --------- | ---- | ---- | ---- | ---- | ---- | ---- | ---- | ---- | ---- | ---- |
| Джиро     | -    | -    | -    | -    | -    | -    | -    | -    | 117  | сход |
| Тур       | сход | -    | 110  | 118  | -    | -    | -    | -    | -    | -    |
| Вуэльта   | -    | -    | -    | -    | -    | -    | -    | -    | -    | -    |